# Грабарка (заповідне урочище, Летичівський район)
Граба́рка — заповідне урочище в Україні. Об'єкт природно-заповідного фонду Хмельницької області.
Розташоване в межах Летичівського району Хмельницької області, на південний захід від села Майдан-Голенищівський.
Площа 8,3 га. Статус присвоєно згідно з рішенням облвиконкому від 4.09.1982 року № 278. Перебуває у віданні ДП «Летичівський лісгосп» (Вовковинецьке л-во, кв. 54, вид. 2).
Статус присвоєно для збереження частини лісового масиву з високопродуктивними ясеневими насадженнями насіннєвого походження віком понад 85 років.